# Френска лучена супа
Френска лучена супа е вид супа, типичен специалитет на френската кухня. Приготвя се традиционно от лук, бульон от говеждо месо, твърдо сирене грюер и крутони.

## История
Лучените супи са популярни още от времената на Римската империя. Лукът, който е в основата им, е леснодостъпен и евтин, така че първоначално те са били храната на бедните хора. Съвременната версия на ястието е от 17 век и произлиза от Франция. Двете задължителни съставки са карамелизираният лук и говеждият бульон. При поднасяне, отгоре се поръсва с настъргано сирене и се добавят кротони, за да се напомня за първоначалния вариант на супата като храна на бедните, когато парчето сух хляб се е считало за деликатес.
Според легендата, пръв е сготвил лучена супа Луи XV. При един от ловните си излети, късно вечерта кралят огладнял, но в ловната хижа имало само малко лук, масло и шампанско. Той смесил всички налични продукти и така се получила любимата на всички французи лучена супа.

## Приготвяне
За да се карамелизира лукът (тоест захарите които съдържа), той се запържва на слаб огън в продължение поне на половин час. Професионалните готвачи често удължават това време на няколко часа, за да извлекат всички богати вкусове и нюанси на продукта. Накрая с малко коняк или шери се отделят от тигана остатъците от лука, усилва се аромата им и се прави сос. Накрая се покрива с похлупак и се оставя да поеме докрай ароматите. Лучената супа се приготвя в единични количества и обикновено се поднася в съда, в който е била сготвена.